# Nicolas Gob
Nicolas Gob (* 29. října 1982 v Bruselu) je belgický herec.

## Životopis
Nicolas Gob se narodil v Bruselu dne 29. října 1982. Od dětství projevoval zájem o divadlo a zároveň se nadchl pro atletiku, tenis, karate a tanec. Původně chtěl být profesionálním tenistou, nakonec se rozhodl stát se hercem. Od 15 let hrál na divadle v mnoha dětských rolích a dokonce pracoval jako model pro Oliviera Dachkina.
V 17 letech se zúčastnil přijímací zkoušky na divadelní školu v Bruselu, kam byl přijat, což znamenalo začátek jeho kariéry.
Žije převážně v Paříži. Má dvě sestry, Stephanie a Emilie. Je také blízkým přítelem belgického herce Jérémieho Reniera.
V roce 2019 se mu narodil syn Marlon. Je také otcem dcery Lilly-Rose z předchozího svazku.

## Herecká kariéra
Nicolas Gob se proslavil v roce 2005 díky televiznímu filmu Christiana Faureho Skrývaná láska, ve kterém hrál s Jérémiem Renierem. Hrál roli Jacquese Lavandiera, muže, který ze žárlivosti udá svého bratra gestapu. Díky této roli získal v roce 2005 cenu pro nadějného herce na festivalu televizní tvorby v Bagnères-de-Luchon. Na stejném festivalu získal o tři roky později ocenění za roli ve filmu Sa raison d'être, za roli po boku Michaëla Cohena, kvůli které musel zhubnout 15 kilo.
Poté získal role v několika seriálech. Na televizním kanále M6 hrál v letech 2006-2010 v seriálu Nováčci mladého homosexuálního policistu Kevina Laporta. V letech 2009-2016 hrál roli Jeana Marchettiho, bezohledného policistu v seriálu Un village français. Hrál také hlavní postavy v několika televizních seriálech, jako je Merci, les enfants vont bien, Chefs nebo Umění zločinu.

## Filmografie

### Televize
- 2001: Les Monos, seriál, epizoda Force 2, režie Luc Boland (Victorův dvojník)
- 2002: Un paradis pour deux, režie Pierr Sisser
- 2003: La Vie comme elle vient, režie Edwina Bailyho (plavčík)
- 2003: Mon vrai père, režie Dominique Ladoge (Olivier)
- 2003: Le Proc, pilotní epizoda, režie Didier Albert (Sylvain Cheminal)
- 2004: Na hraně, režie Alain Tasma (Julian)
- 2004: Un fils sans histoire, režie Daniel Vigne (Saša)
- 2004: Procès de famille, režie Alain Tasma(Lucas Danjou)
- 2005: Trois femmes… un soir d'été, režie Sébastien Grall (Jeff Montaigne)
- 2005: Skrývaná láska, režie Christian Faure (Jacques Lavandier)
- 2006: Élodie Bradford, seriál, epizoda Intouchables, režie Régis Musset (Éric)
- 2006–2010: Nováčci, seriál, režie Alain Robillard, Alain Tasma a Stéphan Giusti, sezóny 1-4 (Kevin Laporte)
- 2007: Ondes de choc, minisérie, režie Laurent Carcélès (Jérôme Lecoq)
- 2007–2008: Merci, les enfants vont bien, seriál, režie Anna Fregonese a Raphaëlle Valbrune, sezóny 2-4 (Benjamin)
- 2008: Sa raison d'être, režie Renaud Bertrand (Bruno Maubranche)
- 2009–2016: Un village français, seriál, režie Frédéric Krivin, Philipp Triboit a Emmanuel Daucé, sezóny 1-7 (Jean Marchetti)
- 2010: Affaires étrangères, seriál, epizoda Maroko, režie Vincenzo Marana (Fabien Escard)
- 2012: Mortel Été, režie Denis Malleval (Eric)
- 2013: Les Dames, seriál, epizoda Dame de trèfle, režie Philippe Venault (Jean-René Montereau)
- 2013: La Balade de Lucie, režie Sandrine Ray (Bruno)
- 2014: La Loi de Barbara, seriál, epizoda Parole contre parole, režie Didier Le Pêcheur (Philippe Sambin)
- 2014–2016: Chefs, seriál, režie Arnaud Malherbe a Marion Festraëts (Yann)
- 2014: Nina, seriál, epizoda Bleus au cœur režie Éric Le Roux a Nicolas Picard-Dreyfuss (Tomer)
- 2015: Le Sang de la vigne, seriál, epizoda Ne tirez pas sur le caviste, režie Aruna Villiers (Artur)
- 2015: Candice Renoir, seriál, epizoda Il faut laver son linge sale en famille, režie Nicolas Picard-Dreyfuss (Fred)
- 2015: La Promesse du feu, režie Christian Faure (Damien Le Guen)
- 2016: La Loi de Simon, režie Didier Le Pêcheur (Philippe Moreau)
- 2017: Quand je serai grande je te tuerai, režie Jean-Christophe Delpias (Marc Guerin)
- 2017-dosud: Umění zločinu, seriál, režie Angèle Herry-Leclerc a Pierre-Yves Mora(Antoine Verlay)
- 2018: Le Chalet, minisérie, režie Camille Bordes-Resnais (Sebastien Genesta)
- 2018: Sous la peau, režie Didier Le Pêcheur (Vidal)
- 2018: La Promesse de l'eau, režie Christian Faure (Damien Le Guen)
- 2019: Le Pont des oubliés, režie Thierry Binisti (Fred Roos)
- 2019: Meurtres à Belle-Île, režie Marwan Abdallah (Thomas Keller)
- 2021: Une Reine disparaît, režie Lou Jeunet (Fred Carel)
- 2022: Le Meilleur d'entre nous, minisérie, režie Floriane Crépin (Achille Salvi)

### Film
- 2003: Des plumes dans la tête, režie Thomas de Thier
- 2004: Hotdogs, režie Fred Brival
- 2006: Posedlé tancem, režie Sylvie Ayme (Pierre)
- 2006: Síla větru) , režie Hanse Herbotse (námořník Tigris)
- 2007: Home Sweet Home, režie Didier Le Pêcheur (Edwin)
- 2009: La Cicatrice, režie Benjamin Viré
- 2009: Noir Océan, režie Marion Hänsel (Mayer)
- 2010: Cannibal, režie Benjamin Viré (Max)
- 2010: Kempink 2, režie Fabien Onteniente (policista na mýtnici)
- 2011: Zone, režie Benjamin Viré
- 2014: Kráska a zvíře, režie Christoph Gans
- 2014: Une histoire banale, režie Audrey Estrougo (Fabrice)
- 2016: Cézanne a já, režie Danièle Thompson (Edouard Manet)
- 2016: La Taularde, režie Audrey Estrougo (trenér Marcus)
- 2019: Les Crevettes pailletées, režie Cédric Le Gallo a Maxime Govare (Matthias Le Goff)
- 2022: La Revanche des Crevettes pailletées, režie Cédric Le Gallo a Maxime Govare (Matthias Le Goff)

## Ocenění
- Cena pro nadějného herce - Luchon Festival 2004 za roli Lucase Danjoua ve Family Trial
- Cena pro nadějného herce - Festival de Luchon 2005 za roli Jacquese Lavandiera ve filmu Skrývaná láska
- Cena pro nejlepšího herce - Luchon Festival 2008 za roli Bruna Maubranche ve filmu Sa raison d'être